# Tellecey
Tellecey är en kommun i departementet Côte-d'Or i regionen Bourgogne-Franche-Comté i östra Frankrike. Kommunen ligger i kantonen Pontailler-sur-Saône som tillhör arrondissementet Dijon. År 2022 hade Tellecey 142 invånare.

## Befolkningsutveckling
Antalet invånare i kommunen Tellecey
Referens:INSEE